# مالیمبا ماشک
مالیمبا ماشک (انگلیسی: Malimba Masheke؛ زادهٔ ۱۷ ژوئن ۱۹۴۱) سیاستمدار اهل زامبیا است. وی از ۱۵ مارس ۱۹۸۹ تا ۳۱ اوت ۱۹۹۱ نخست‌وزیر این کشور بود.